# 狸想世界
《狸想世界》（英語：Hoppers）是一部2026年美國3D電腦動畫喜劇冒險片，由皮克斯動畫工作室和華特迪士尼影業共同製作，並由華特迪士尼工作室電影發行，丹尼爾·鍾執導，並與傑西·安德魯斯共同編劇，派珀·柯達、鮑比·莫尼漢和喬·漢姆配音。
《狸想世界》由華特迪士尼工作室電影排定2026年3月6日於美國上映。

## 劇情
故事講述科學家發明了讓人類思維連接到機器動物身上的技術。年輕少女梅寶（Mabel）利用該技術成功把自己的大腦植入到機器海狸上，目的是潛伏在動物世界之中，期間她與喬治國王成為了朋友，並聯合其他動物來對抗房地產開發商的計謀。

## 配音員
- 派珀·柯達（英语：Piper Curda）聲演梅寶（Mabel）：熱愛動物的少女。
- 鮑比·莫尼漢（英语：Bobby Moynihan）聲演喬治國王（King George）：尊貴的海狸國王。
- 喬·漢姆聲演傑瑞市長（Mayor Jerry）：自私又貪婪的市長。

## 製作
2020年12月，丹尼爾·鍾透露他目前為皮克斯製作一部原創電影。2024年8月，華特迪士尼影業在D23博覽會上正式公布電影名為《狸想世界》（Hoppers）。該片由丹尼爾·鍾和傑西·安德魯斯共同編劇，妮可·派藍迪斯·葛蘭達擔任製片人。當天還釋出首張概念圖和公開劇情大綱，並宣布派珀·柯達、鮑比·莫尼漢和喬·漢姆加盟電影。

## 發行
《狸想世界》由華特迪士尼工作室電影排定2026年3月6日於美國上映。

## 外部連結
- 互联网电影数据库（IMDb）上《狸想世界》的资料（英文）